# Archidiecezja Dodomy
Archidiecezja Dodomy – diecezja rzymskokatolicka  w Tanzanii. Powstała w 1935 jako prefektura apostolska. Wikariat apostolski od 1951, diecezja od 1953. W 2014 podniesiona do rangi archidiecezji i siedziby metropolii.

## Biskupi diecezjalni
- Stanislao dell'Addolorata, † (1937–1941)
- Anthony Jeremiah Pesce, C.P. † (1951–1971)
- Matthias Joseph Isuja (1972–2005)
- Jude Thadaeus Ruwa’ichi, O.F.M.Cap. (2005–2010)
- Gervas Nyaisonga, 2011–2014
- Beatus Kinyaiya, od 2014